# Arthur Rackham
Arthur Rackham (ur. 19 września 1867 w Londynie, zm. 6 września 1939) – angielski ilustrator książek. 

## Życie
Urodził się w Londynie w wielodzietnej rodzinie. Początkowo pracował jako urzędnik, w 1892 podjął się pracy ilustratora w jednym z czasopism, pierwsze ilustracje książkowe jego autorstwa ukazały się w 1893 roku. 
W 1903 roku poślubił Edyth Starkie, z którą miał jedno dziecko – Barbarę (ur. 1908). Zdobył dwa medale na międzynarodowych wystawach, w Mediolanie (1906) i Barcelonie (1911). Jego prace można było oglądać na wielu wystawach, m.in. w Luwrze w 1914 roku.

## Prace
Arthur Rackham ilustrował wiele książek, jednak do najważniejszych prac zaliczyć można: Baśnie braci Grimm (wydanie z 1900 roku), Alicja w Krainie Czarów (1907), Tales from Shakespeare (1899). Jego rysunki znalazły się także w utworach dla dorosłych, takich jak Sen nocy letniej (1908).